# WASP-5
WASP-5 ist ein etwa 300 Parsec (ca. 1000 Lichtjahre) entfernter Stern, der von einem Exoplaneten umkreist wird. Der im Sternbild Phönix befindliche Stern gehört ungefähr zur Spektralklasse G4 V und hat eine scheinbare Helligkeit von 12,3 mag. Mit einer Oberflächentemperatur von ca. 5700 Kelvin ist der Stern der Sonne ähnlich, auch das Alter (ca. 3–4 Milliarden Jahre) ist im Bereich des Alters der Sonne.

## Planetarer Begleiter
Der Exoplanet mit der systematischen Bezeichnung WASP-5 b wurde mit Hilfe der Transitmethode im Rahmen des SuperWASP-Projektes durch Beobachtungen in den Jahren 2006 und 2007 entdeckt (Anderson et al., 2008). Er hat eine Umlaufperiode von 1,63 Tagen, seine Masse entspricht 1,6 Jupitermassen und sein Radius 1,2 Jupiterradien. Die große Halbachse des Orbits misst ca. 0,027 Astronomische Einheiten.

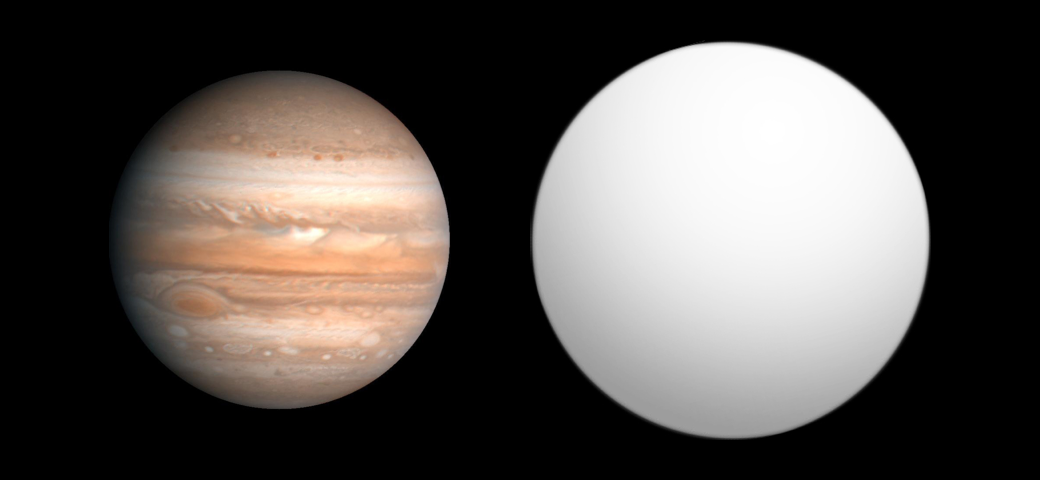
Schematischer Größenvergleich zwischen Jupiter und WASP-5 b